# Lecomtedoxa klaineana
Lecomtedoxa klaineana är en tvåhjärtbladig växtart som först beskrevs av Jean Baptiste Louis Pierre och Adolf Engler, och fick sitt nu gällande namn av Jean Baptiste Louis Pierre och Marcel Marie Maurice Dubard. Lecomtedoxa klaineana ingår i släktet Lecomtedoxa och familjen Sapotaceae. Inga underarter finns listade i Catalogue of Life.